# HMS Comfrey (K277)
HMS Comfrey (K277) je bila korveta izboljšanega razreda Flower, ki je med drugo svetovno vojno plula pod zastavo Kraljeve vojne mornarice.

## Zgodovina
22. novembra 1942 so korveto predali Vojni mornarici ZDA, kjer so jo preimenovali v USS Action (PG-86).